# Wilhelmina Engelman
Wilhelmina Johanna Reiniera Engelman, född 1834, död 1902, var en nederländsk skådespelare.  

## Biografi
Wilhelmina Engelman var dotter till skådespelarna Reinier Engelman (1795–1845), och Maria Francisca Bia (1809–1889), och gift 1852 med Johannes Hermanus Albregt (1829–1879), även han skådespelare. Hon var mycket hyllad och mottog 1873 ett diamantarmband av allmänheten i Rotterdam. Hon var engagerad vid Amsterdamse Schouwburg 1848–1859, i Rotterdam 1859–1876, och sedan åter i Amsterdam 1876–1898.
Wilhelmina Engelman var en framgångsrik skådespelerska med talang för komiska roller. Till en början spelade hon främst subrettroller, senare mer och mer karaktärs- och karikatyrroller.